# Yamasaki Ryogo
Ryogo Yamasaki (山崎 凌吾 Yamasaki Ryōgo, sinh ngày 20 tháng 9 năm 1992 ở Okayama) là một cầu thủ bóng đá người Nhật Bản thi đấu cho Tokushima Vortis.

## Thống kê câu lạc bộ
Cập nhật đến ngày 23 tháng 2 năm 2018.
| Thành tích câu lạc bộ | Thành tích câu lạc bộ | Thành tích câu lạc bộ | Giải vô địch | Giải vô địch | Cúp                   | Cúp                   | Cúp Liên đoàn | Cúp Liên đoàn | Tổng cộng | Tổng cộng |
| Mùa giải              | Câu lạc bộ            | Giải vô địch          | Số trận      | Bàn thắng    | Số trận               | Bàn thắng             | Số trận       | Bàn thắng     | Số trận   | Bàn thắng |
| Nhật Bản              | Nhật Bản              | Nhật Bản              | Giải vô địch | Giải vô địch | Cúp Hoàng đế Nhật Bản | Cúp Hoàng đế Nhật Bản | J. League Cup | J. League Cup | Tổng cộng | Tổng cộng |
| --------------------- | --------------------- | --------------------- | ------------ | ------------ | --------------------- | --------------------- | ------------- | ------------- | --------- | --------- |
| 2014                  | Sagan Tosu            | J1 League             | 0            | 0            | –                     | –                     | 2             | 0             | 2         | 0         |
| 2015                  | Sagan Tosu            | J1 League             | 1            | 0            | 0                     | 0                     | 4             | 0             | 5         | 0         |
| 2016                  | Tokushima Vortis      | J2 League             | 40           | 5            | 1                     | 0                     | –             | –             | 41        | 5         |
| 2017                  | Tokushima Vortis      | J2 League             | 34           | 14           | 0                     | 0                     | –             | –             | 34        | 14        |
| Tổng cộng sự nghiệp   | Tổng cộng sự nghiệp   | Tổng cộng sự nghiệp   | 75           | 19           | 1                     | 0                     | 6             | 0             | 82        | 19        |